# 報道の自由
報道の自由（ほうどうのじゆう）とは、事実を告げ知らせる行為の自由。

## 概説

### 意義
現社会において国民が必要とする情報の相当部分は報道機関の報道によって伝達される。したがって、国民の知る権利は報道機関の報道を通じて充足されるという側面を有する。表現の自由には思想の表明のみならず事実の伝達の自由をも含む。
国民主権原理にたつ民主主義政治にとっては自由な討論が不可欠であり、自由な討論のためには国民が争点を判断する際に必要な意見や情報に自由に接しうることを当然の前提とする
。また、いわゆる「思想の自由市場」論では「真理の最良の判定基準は、市場における競争のなかで、みずからを容認させる力をその思想が持っているかである」（オリバー・ウェンデル・ホームズ・ジュニア）とされ、この「思想の自由市場」論からも各人が他人の考えに自由に接しうることが要求される。
事実を伝達することが報道の基本的意味であるが、受け手側の意思形成のために素材を提供することだけでなく、報道すべき事実の認識や選択に送り手側の意思が働いていることも認められるから、報道の自由は言論の自由の内容をなすものと理解されている。

### 取材の自由
取材の自由を無制限に制約することができるとすれば報道の自由の保障は有名無実のものとなるから、報道の自由はそのための取材の自由をも要請する。
ただし、取材の自由の保障とそれに対する制約をめぐっては次のような問題がある。
- 法廷における写真の撮影や録音等の制限
法廷の秩序、裁判の公正、訴訟関係人のプライバシーその他の利益の観点から、写真撮影等について裁判所の許可にかからしめることにも合理性がないとはいえないとされている[5]。しかし、日本では、許可・不許可が裁判所の自由裁量に委ねられ、実際の運用上も開廷後の写真撮影等はほぼ全面禁止されており、これらの点で極めて不当であるとする見解もある[5]。
- 取材源秘匿権
新聞記者等が裁判で取材源について証言を求められた場合には取材源の秘匿が問題となる[6]。取材に際しては取材源を明らかにしないという信頼があってはじめて正確な情報を得ることができる場合があり、その信頼関係が保護されることで正確な情報が国民に伝達されうるという側面があるからである[6]。取材源の秘匿には、狭義と広義があり、狭義には、誰から情報を得たかを秘匿する権利あり、広義にはその得られた情報（メモ・フィルムなど）を秘匿する権利である[7]。これらの権利がどこまで保障されるかについても議論がある。
上智大学教授の田島泰彦は、基本的に、記事の正確性、信頼性、透明性の観点から、情報の出所の明示が最も大事な原則であり、とりわけ、公権力を行使する政治家や官僚が情報源である場合、明示は当然であり、取材源秘匿は、取材源の生命にかかわる、重大な不利益になるといった場合の例外とすべきであると主張している[8]。
- 報道資料の裁判の証拠としての差押え・提出命令
公正な刑事裁判の実現や適正迅速な捜査のために報道資料が裁判の証拠として差押えや提出命令を受けることがある[9]。しかし、報道資料が報道目的以外に用いられるとすると爾後の取材活動が制約され、報道機関が正確な情報を得られなくなる危険性もあるため比較衡量が問題となる[6]。
- 政府情報に対する取材活動と国家秘密の保護
報道の自由は国民の知る権利に奉仕するものとして捉えられている[1]。しかし、プライバシーに関する事項のように当該事項が公共的討論や国民的監視になじまない場合や、逮捕状の発付や競争入札価格のように当該事項が公開されると行政の目的が喪失してしまうに至るような場合など、当該事項が漏示されると公務の民主的かつ能率的な運営を国民に保障しえなくなる危険性が存在するときには秘密保護の必要性が認められる（東京地判昭和49・1・31判時732号12頁参照）[10]。
基本的には情報公開を原則としつつも秘密保護の必要性との関係から秘密指定の基準や手続の整備が問題となる[10]。

## 各国における報道の自由の保障

### 日本
日本の最高裁は博多駅テレビフィルム提出命令事件において、報道の自由について「報道機関の報道は、民主主義社会において、国民が国政に関与するにつき、重要な判断の資料を提供し、国民の「知る権利」に奉仕するものである。したがって、思想の表明の自由とならんで、事実の報道の自由は、表現の自由を規定した憲法二一条の保障のもとにあることはいうまでもない。」とし、取材の自由についても「報道機関の報道が正しい内容をもつためには、報道の自由とともに、報道のための取材の自由も、憲法二一条の精神に照らし、十分尊重に値いするものといわなければならない。」と判示した。
このように「報道の自由」は日本国憲法で認められた権利であるが、報道を行う主体の側でこの自由について言及した最初期のものに、1948年に日本新聞協会が出した「新聞編集権の確保に関する声明」がある。

#### 法廷における取材活動
刑事訴訟規則第215条は「公判廷における写真の撮影、録音又は放送は、裁判所の許可を得なければ、これをすることができない。但し、特別の定のある場合は、この限りでない。」と定める。
北海タイムス事件で最高裁は「新聞が真実を報道することは、憲法二一条の認める表現の自由に属し、またそのための取材活動も認められなければならないことはいうまでもない。」としつつ「憲法が裁判の対審及び判決を公開法廷で行うことを規定しているのは、手続を一般に公開してその審判が公正に行われることを保障する趣旨にほかならないのであるから、たとい公判廷の状況を一般に報道するための取材活動であっても、その活動が公判廷における審判の秩序を乱し被告人その他訴訟関係人の正当な利益を不当に害するがごときものは、もとより許されないところであるといわなければならない。」とし、刑事訴訟規則第215条は憲法に違反しないと判示した。

#### 取材源の秘匿
刑事事件については、石井記者事件で最高裁は取材源の秘匿に関連して憲法第21条第1項について「憲法の右規定は一般人に対し平等に表現の自由を保障したものであって、新聞記者に特種の保障を与えたものではない。」とし「その取材源について、公の福祉のため最も重大な司法権の公正な発動につき必要欠くべからざる証言の義務をも犠牲にして、証言拒絶の権利までも保障したものとは到底解することができない。」と判示した。
一方、民事事件については、下級審で旧民事訴訟法第281条第1項第3号（現行の民事訴訟法197条第1項第3号）にいう「職業の秘密」に当たるとして記者の証言拒絶権を認めた裁判例がある（島田記者事件の札幌高決昭和54・8・31判時937号16頁）。
取材源秘匿との関連では、米国の企業が所得隠しをおこなっていたとされる複数社の報道に対し、NHKや読売新聞、共同通信の記者に対して取材源の開示を要求した訴訟のケースでは2006年3月14日の東京地裁判決が読売の報道について取材源を秘匿すべき事情は認められないと判断した一方、NHKの報道については2005年10月11日の新潟地裁・2006年3月17日の東京高裁判決は取材源の秘匿を認め、同年10月3日最高裁判所決定で確定した。

#### 報道資料の差押え・提出命令
前述の博多駅テレビフィルム提出命令事件では、最高裁が取材フイルムについて「報道機関がその取材活動によって得たフイルムは、報道機関が報道の目的に役立たせるためのものであって、このような目的をもつて取材されたフイルムが、他の目的、すなわち、本件におけるように刑事裁判の証拠のために使用されるような場合には、報道機関の将来における取材活動の自由を妨げることになるおそれがないわけではない。しかし、取材の自由といっても、もとより何らの制約を受けないものではなく、たとえば公正な裁判の実現というような憲法上の要請があるときは、ある程度の制約を受けることのあることも否定することができない。」と判示している。

#### 政府情報の取材活動と国家秘密の保護
西山事件で最高裁は政府情報の取材について「真に報道の目的からでたものであり、その手段・方法が法秩序全体の精神に照らし相当なものとして社会観念上是認されるものである限りは、実質的に違法性を欠き正当な業務行為というべきである。」としつつ、「法秩序全体の精神に照らし社会観念上是認することのできない態様のものである場合にも、正当な取材活動の範囲を逸脱し違法性を帯びるものといわなければならない。」と判示した。

## 各国の報道の自由に対する国際的評価

### 概要
| 2020年 世界報道自由度ランキング                |                                                |
| 十分な状態 良好な状態（自由） 不明・データなし | 問題な状態 深刻な状態 非常に深刻な状態（規制） |

2020年 世界報道自由度ランキング
十分な状態
良好な状態（自由）
不明・データなし
問題な状態
深刻な状態
非常に深刻な状態（規制）

国境なき記者団が2020年に発表した世界報道自由度ランキング（Worldwide Press Freedom Index 2020）では、対象となる180カ国中、報道の自由が保障されている国として、ノルウェー、フィンランド、デンマークなどがあげられている。逆に、報道の自由が保障されていない国としては、北朝鮮、トルクメニスタン、エリトリアなどがあげられている。

### 日本

#### 国境なき記者団による評価
| 年   | 順位 | 当時の首相 |
| ---- | ---- | ---------- |
| 2002 | 26   | 小泉純一郎 |
| 2003 | 44   | 小泉純一郎 |
| 2004 | 42   | 小泉純一郎 |
| 2005 | 37   | 小泉純一郎 |
| 2006 | 51   | 小泉純一郎 |
| 2007 | 37   | 安倍晋三   |
| 2008 | 29   | 福田康夫   |
| 2009 | 17   | 麻生太郎   |
| 2010 | 11   | 鳩山由紀夫 |
| 2011 | N/A  | 菅直人     |
| 2012 | 22   | 野田佳彦   |
| 2013 | 53   | 安倍晋三   |
| 2014 | 59   | 安倍晋三   |
| 2015 | 61   | 安倍晋三   |
| 2016 | 72   | 安倍晋三   |
| 2017 | 72   | 安倍晋三   |
| 2018 | 67   | 安倍晋三   |
| 2019 | 67   | 安倍晋三   |
| 2020 | 66   | 安倍晋三   |
| 2021 | 67   | 菅義偉     |
| 2022 | 71   | 岸田文雄   |
| 2023 | 68   | 岸田文雄   |
| 2024 | 70   | 岸田文雄   |

- 小泉政権期（2002年 - 2006年）
国境なき記者団による世界報道自由度ランキングにおいて、日本の順位は、小泉政権が発足した翌年の2002年には26位であったが、その後小泉政権期を通じて44位、42位、37位と推移した後、2006年には51位にまで落ちた。この年の報告書では「アメリカ合衆国、フランス、日本において報道の自由が着実に侵食されていることにも警戒すべきである」と、日本が名指しで非難されている[23]。
- 小泉政権後（2007年 - 2012年）
2007年の報告書では、「日本（37位）は軍事的ナショナリストによる報道に対する攻撃に鎮まりが見られる」と書かれ、順位は51位から37位まで回復した[24]。
翌2008年の報告書では日本は「民主主義が深く定着している国」の一つにあげられており、順位も29位に浮上している[25]。
2009年の報告書でも「アジアの数少ない民主主義国」の一つに日本があげられており、「報道の自由が尊重され、ジャーナリストを狙った暴力が存在しない」として、順位は17位にまで上げられた[26]。
2010年にはさらに11位まで順位を上げ、北欧諸国などに次ぐ高い評価を受けた[27]。
2012年の報告書では、22位にまで順位が落ちた[28]。その理由として、報告書では「津波や福島原発事故の報道が過度な制限をもたらし、日本の報道の多様性が制限されていることが明らかとなった」と述べられている[28]。
- 福島原発事故の報道と記者クラブ（2013年）
第2次安倍政権が発足した後に出た2013年の報告書ではさらに53位まで順位を下げた。「22位から53位まで転落した日本は、アジア諸国で最も急激な下落を記録した」と報告されている[29]。その理由として、「当局が福島第一原子力発電所における事故に直接的または間接的に関連するテーマを独立して報道することを禁止する措置をとっていること」があげられている[29]。さらに、「公の場での議論が抑圧されていることを訴えるフリーランスのジャーナリストは、検閲や警察による威嚇、司法による嫌がらせのもとに置かれている」と報告されている[29]。また、記者クラブが存続し続けていることも問題視されており、記者クラブが存在するために近い将来日本の順位が飛躍的に上昇することはない、と述べられている[29]。
- 特定秘密保護法の成立（2014年）
2014年にはさらに59位まで順位を下げた。報告書では、その理由として前年末に制定された特定秘密保護法があげられている。この法律により、福島原発や日米関係などの重要なテーマがタブーとして公開されなくなるとし、さらに「調査報道、公共の利益、情報源の秘匿が全て犠牲になる」としている[40]。加えて、福島原発事故に関連して、以下のように報告されている。

- さらなる下落（2015年 - 2016年）
日本の順位はさらに61位（2015年）、72位（2016年）と下がった。国境なき記者団は「2012年12月に安倍晋三が再び首相になって以降、日本のメディアの自由が衰退していることを言論の自由・表現の自由に関する国連特別報告者のデービッド・ケイが懸念している」ことをあげ、さらに『クローズアップ現代』（NHK総合）の国谷裕子、『NEWS23』（TBSテレビ）の岸井成格、『報道ステーション』（テレビ朝日）の古舘伊知郎が相次いて降板したことは「政府の圧力の不穏な徴候」であるとしている[41]。さらに国境なき記者団のアジア太平洋担当のトップは、「安倍政権は報道の自由や国民の知る権利をますます軽視しているようだ」と述べている[41]。加えて、高市早苗総務相が電波停止を命じる可能性に言及したことや、政府が籾井勝人をNHK会長に任命することでNHKの「報道をコントロールしようとしている」ことも問題視している[41]。さらに、自民党の憲法草案に「〔国民は〕常に公益及び公の秩序に反してはならない」という条文が含まれていることも「言論の自由と報道の自由を抑圧するメカニズム」であるとして非難している[41]。
- その後上昇し、据え置き。その後の菅政権誕生以降（2017年 - 2021年）
2017年4月26日のランキング発表では、前年と同一である72位と言う結果であった。一方、G7の国の中では52位のイタリアに抜かれ最下位となり[42]、その後も最下位から抜け出せない状況が続いている。
2018年では67位に順位を上げている[43][44]。だがグローバルスコアは微減しており、順位向上の理由についてレポートに中に言及されていない。また、"記者クラブがフリーのジャーナリストや外国人記者に対して、差別的な対応をしている"、"ソーシャル・ネットワーキング・サービス上においてネットユーザーが、反政権、脱原発、沖縄本島のアメリカ軍反基地運動活動家に寄添う報道をしているジャーナリストや報道機関を「反日的」とみなしている"、"菅義偉官房長官が「特定秘密保護法」に関するデービッド・ケイの報告に対し、「回答を差し控える」と発言した"と非難している[45]。
2019年、デービッド・ケイは2017年の勧告を日本政府がほとんど履行していないと批判する、新たな報告書をまとめた。「政府はどんな場合もジャーナリストへの非難をやめるべきだ」としている[46]。
2020年8月、安倍が持病の悪化に伴い、首相から退任し、官房長官であった菅が2020年自由民主党総裁選挙を勝ち抜き、新総裁に選出後、首班指名選挙で選出され、首相に就任。就任後に当たる2021年のランキングでは、安倍の右腕である菅が首相に就任し、安倍政権の閣僚布陣と変化が無い「ナショナリスト」政権に対し、ジャーナリストの自由に制限をかけていると評し、ランキングのポイントが0.02ポイント微増したがランキングは1つ下がった。

#### フリーダムハウスによる評価
| 年   | スコア | 順位 | 当時の首相 |
| ---- | ------ | ---- | ---------- |
| 2002 | 17     | 18   | 小泉純一郎 |
| 2003 | 17     | 29   | 小泉純一郎 |
| 2004 | 18     | 33   | 小泉純一郎 |
| 2005 | 20     | 37   | 小泉純一郎 |
| 2006 | 20     | 35   | 小泉純一郎 |
| 2007 | 21     | 39   | 安倍晋三   |
| 2008 | 21     | 35   | 福田康夫   |
| 2009 | 21     | 33   | 麻生太郎   |
| 2010 | 21     | 32   | 鳩山由紀夫 |
| 2011 | 21     | 32   | 菅直人     |
| 2012 | 22     | 37   | 野田佳彦   |
| 2013 | 24     | 40   | 安倍晋三   |
| 2014 | 25     | 42   | 安倍晋三   |
| 2015 | 25     | 41   | 安倍晋三   |
| 2016 | 26     | 44   | 安倍晋三   |
| 2017 | 27     | 48   | 安倍晋三   |

アメリカ合衆国に本部を置く国際NGO「フリーダム・ハウス」の報告書における日本の評価は、順位の浮き沈みが大きい国境なき記者団の評価と比べて、一定して下落傾向にある（右図を参照）。
フリーダム・ハウスの評価スコアは、報道がもっとも自由であれば0、不自由であれば100となっている。日本のスコアは、小泉政権期の初めには17であったのが、小泉政権後期には20にまで増加し、その後はほぼ21から22を維持していたが、第2次・第3次安倍政権期（2013年 - ）になるとスコアは漸増し、2017年には27に達した（世界48位に下落）。
- 2012年国別報告書
2012年の国別報告書では、東京都青少年の健全な育成に関する条例の改正により表現の自由が制限された点、政府委員会が特定秘密保護法の制定を目指している点、記者クラブの存在により主要メディアが官僚や政治家と癒着関係にある点が問題視されている[64]。また、記者クラブに加盟していないフリーランスの記者や外国人記者らが公式会見の場から締め出されているという問題点も指摘されている[64]。さらに、フリーランスのジャーナリスト上杉隆が東京電力を批判したことを理由にTBSラジオの番組から降板させられた事例も紹介されている[64]。そして、福島第一原発事故に関してメディアがきちんと追求しないことについて、「自主規制が日本の問題として残っている」とされている[64]。
- 2013年国別報告書
2013年の評価は前年から2ポイント下落した。この年の国別報告書でも引き続き東京都青少年の健全な育成に関する条例が問題視されているほか、ジャーナリストの田中稔が『週刊金曜日』で東京電力と白川司郎の癒着構造を報道した後に白川が田中に対して訴訟を起こしたことも問題視されている[65]。さらにこの年も記者クラブの存在が批判されており、これが「日本のニュース・メディアの多様性や独立が欠落していること」につながっていると指摘されている[65]。そして前年の報告書に引き続き、記者クラブによりフリーランスのジャーナリストや外国人記者が公式会見の場から締め出されていることが問題視されている[65]。また、東京電力が年間244億円もの広告費を費やしており、それによりメディアが原発事故処理に関する報道を控えるようになっていることも指摘されている[65]。加えて、ジャーナリストの多くが原子力産業と経済的関係をもっているともされている[65]。
- 2014年国別報告書
2014年は、前年よりさらに低いスコア25という評価が下された。この年の国別報告書では冒頭で特定秘密保護法の制定が紹介されている[66]。この法により、内部告発者やジャーナリストも5年以下の懲役刑に処される可能性があることが懸念されている[66]。また、前年に引き続きジャーナリスト田中稔が白川司郎によって訴えられた件も取り上げられている[66]。また、前年に引き続き、記者クラブの問題点や原子力関連の報道における問題点も指摘されている[66]。
- 2015年国別報告書
2015年の国別報告書でも、特定秘密保護法の問題や東京電力の問題、記者クラブの問題などがあげられている[67]。加えて、2014年11月に自民党が総選挙を前にテレビ局各社に「選挙報道の公平中立」などを求める要望書を渡したことも問題とされている[67]。そして「ジャーナリストはしばしば政府からの直接的な圧力に直面している」と報告されている[67]。
- 2016年・2017年国別報告書
2016年のスコアは前年より低い26で、2017年には27とさらに悪化した。いずれも「政治状況」の悪化による[68][69]。ただし2016年および2017年の報告書では日本に関する記述は掲載されておらず、スコアに関する詳細は不明である[68][69]。

### 韓国
| 年   | 順位 | 当時の大統領 |
| ---- | ---- | ------------ |
| 2002 | 39   | 金大中       |
| 2003 | 49   | 盧武鉉       |
| 2004 | 48   | 盧武鉉       |
| 2005 | 34   | 盧武鉉       |
| 2006 | 31   | 盧武鉉       |
| 2007 | 39   | 盧武鉉       |
| 2008 | 47   | 李明博       |
| 2009 | 69   | 李明博       |
| 2010 | 42   | 李明博       |
| 2011 | N/A  | 李明博       |
| 2012 | 44   | 李明博       |
| 2013 | 50   | 李明博       |
| 2014 | 57   | 朴槿恵       |
| 2015 | 60   | 朴槿恵       |
| 2016 | 70   | 朴槿恵       |
| 2017 | 63   | 朴槿恵       |
| 2018 | 43   | 文在寅       |
| 2019 | 41   | 文在寅       |
| 2020 | 42   | 文在寅       |

韓国の報道の自由度は2017年時点で、国境なき記者団による調査では世界で63位 であり、国際言論監視団体「フリーダムハウス」の調査では66位で「部分的に自由」がある国とされている。しかし、これは2014年から2017年の間の一時的な下落であった。2020年時点で、韓国の言論自由指数は42位「完全に自由」と評価されており、アジア各国の言論の自由度の低下に支えられ、2019年に続いてアジア1位を維持した。
2014年8月3日、産経新聞のソウル支局長（9月末まで）が朝鮮日報が報道した「大統領をめぐるうわさ」と題したコラムを引用して「【追跡ソウル発】朴槿恵大統領が旅客船沈没当日、行方不明に…誰と会っていた？」という記事を日本向けウェブサイトに掲載したところ、それを、非営利のネット媒体「ニュースプロ」の韓国語記事を通じて知った韓国の市民団体が、名誉棄損だとして告発したため、ソウル中央地検が産経ソウル支局長に複数回出頭を求め、50日以上の出国禁止措置を行い、ついには在宅起訴を行った。セヌリ党の金武星代表は「（産経新聞は）罰を受けねばならない」と韓国メディアとの討論会で語った。2014年8月7日に始まった出国禁止の措置は、その後8回延長され、2015年4月14日付で解除されるまで8ヶ月以上続いた。

このような韓国の行為に対して、海外メディアで構成される「ソウル外信記者クラブ」が「（捜査に）高い関心を持ち、注視していく」との懸念を大統領府報道官に口頭で伝達、国際ジャーナリスト組織「国境なき記者団」も抗議をし、特に韓国が起訴までしたことについて「あぜんとした」と批判する声明を出した、ウォールストリート・ジャーナルでは「言論の抑圧の事例」として報道。また新聞労連は「取材と報道の自由を守る立場から強い懸念を表明する」との声明を発表。アメリカからも「（米政府は）言論と表現の自由を支持している」「韓国の法律に懸念を有していることは既に明らかにしている」と批判されるなど、韓国は各方面から批判された。

## 放送の自由
テレビ、ラジオなど電波メディアによる情報提供の自由を放送の自由とよぶ。広義には有線放送も含まれる。
ただ、報道の自由の保障は新聞と放送とでは異なる扱いを受けている。
放送はジャーナリズム機能を持ったマスメディアである。ニュースやドキュメンタリーに限らず他の番組についても程度の差こそあれ、ジャーナリズム性を帯びているといえる。加えて放送には聴覚性、視覚性、同時性、臨場性があり、他の活字メディアに比べ受け手に与えるインパクトがはるかに強く、社会的影響力が大きい。活字メディアである新聞や雑誌は誰でも自由に刊行できるが、放送事業は電波を使わなければ成立しない電波メディアである。電波は天然資源と同様に有限・希少な資源である。すなわち電波は「国民の共有財産」であり、放送局は国民の共有財産をその負託を受けて利用しているということになる。すなわち「社会的影響力の大きさ」「電波利用」の二つの特徴から「公共性」が極めて高いということになり、放送には電波法や放送法などによってさまざまな規制が課されている。
放送はその「中立性」を保つため、公権力の介入を認めないものとしているが、それが他者の人権を侵害する場合は、一定の制限を受けることになり、公権力の介入を受けることになる。このことから各放送事業者はそれぞれ自律するための「放送基準」を定め、自らに制限を課している。